# Ročko Polje
Ročko Polje is een plaats in de gemeente Buzet in de Kroatische provincie Istrië. De plaats telt 186 inwoners (2001).